# Фотоальбом (альбом)
«Фотоальбом» — четвёртый студийный альбом российской певицы Марины Хлебниковой, выпущенный в 1999 году на лейбле Jeff Music. Продюсером альбома стали Алексей Савельев и Антон Логинов.

## Отзывы критиков
| Оценки критиков | Оценки критиков |
| Источник        | Оценка          |
| --------------- | --------------- |
| Живой звук      | [ 1 ]           |

Александр Кутинов из газеты «Живой звук» поставил альбому три с половиной звезды и написал: «Самая глазастая российская поп-дива продолжает свой сизифов труд по возрождению классического диско конца 70-х с применением непопулярных ныне акустических инструментов. Она по-прежнему игнорирует общеэстрадные тенденции отбеливания волосяного покрова, оставаясь знойной брюнеткой, и с той же, что и раньше, энергией воспевает полезные качества различных напитков».

## Список композиций
1. «Стаканчик Бренди» (Дмитрий Чижов) — 4:16
2. «Полоска взлётная» (Дмитрий Чижов) — 3:31
3. «Не покидай меня» (Константин Арсенев, Марина Хлебникова) — 3:22
4. «Найди меня» (Владимир Кузьмин) — 4:14
5. «Проводница» (Марина Хлебникова) — 4:30
6. «Солнце сквозь утро» (Дмитрий Чижов) — 4:13
7. «Ночь перед Рождеством» (Дмитрий Чижов) — 4:21
8. «Деньги» (Дмитрий Чижов) — 3:39
9. «Белые лодки» (Марина Хлебникова) — 3:36
10. «Случайная любовь» (Максим Катков, Герман Витке, Марина Хлебникова) — 4:17
11. «Дожди» (Александр Зацепин, Марина Хлебникова) — 4:35 — Ремикс

## Участники записи
- Аранжировка, бас-гитара, продюсер, запись, сведение — Антон Логинов
- Аранжировка, клавишные — Алексей Образцофф
- Вокал — Марина Хлебникова
- Гитара — Виктор Розенштейн
- Продюсер — Алексей Савельев
- Ударные — Алексей Савельев мл.

Все данные взяты из аннотации к альбому.

## Видеоклипы
Режиссёр всех клипов Алексей Сеченов.
- 1998 — «Не покидай меня»[3]
- 1999 — «Найди меня»[4]
- 1999 — «Случайная любовь»[5]
- 1999 — «Стаканчик бренди»[6]
- 1999 — «Ночь перед Рождеством»[7]